# Proletarian (revista)
Proletarian es una revista política comunista bimestral. Es publicada por el Partido Comunista de Gran Bretaña (Marxista-Leninista).

## Historia y perfil
Proletarian fue creado en 2004 y es ampliamente vendido en las calles en áreas de clase obrera por todas partes del Reino Unido.
La revista es conocida por apoyar a los trabajadores que toman acciones de huelga en el Reino Unido, al lado palestino en el conflicto actual entre Israel y Palestina y argumenta que los rebeldes en Siria son terroristas  y/o títeres de imperialismo.